# Ernst Buschor

Ernst Buschor

Ernst Buschor (Altstätten, 12 juli 1943 – 21 oktober 2023) was een Zwitsers econoom en politicus.
Ernst Buschor is afkomstig uit Altstätten (Sankt Gallen) en studeerde economie aan de Hogeschool van Sankt Gallen (HSG). In 1972 promoveerde hij tot doctor in de economie. Sinds 1972 was hij werkzaam voor de afdeling financiële wetgeving van het kanton Zürich. In 1975 werd hij voorzitter van de afdeling financiële wetgeving.
Ernst Buschor werd in 1985 benoemd tot hoogleraar financieel management aan de Hogeschool van Sankt Gallen. In 1988 werd directeur van het instituut financiën en financieel recht aan de HSG. Van 1990 tot 1993 was hij prorector van de HSG.
Ernst Buschor was lid van de Christendemocratische Volkspartij (CVP). Van 1993 tot 2003 was hij lid van de Regeringsraad van het kanton Zürich. Hij beheerde het departement van Volksgezondheid en, vanaf 1995, tevens van Onderwijs. Van 1 mei 1997 tot 30 april 1998 en van 1 mei 2002 tot 19 mei 2003 was hij voorzitter van de Regeringsraad (dat wil zeggen regeringsleider) van het kanton Zürich.
Buschor is lid (geweest) van diverse commissies, w.o. de Raad voor Beroepsonderwijs (1998-2003). Hij is ook voorzitter van de Planningscommissie van de Hogescholen geweest.
Hij werd 80 jaar.